# Úlibická bažantnice
Úlibická bažantnice je přírodní rezervace v katastrálních územích Roubousy a Úlibice v okrese Jičín. Chráněné území je v péči Krajského úřadu Královéhradeckého kraje.

## Předmět ochrany

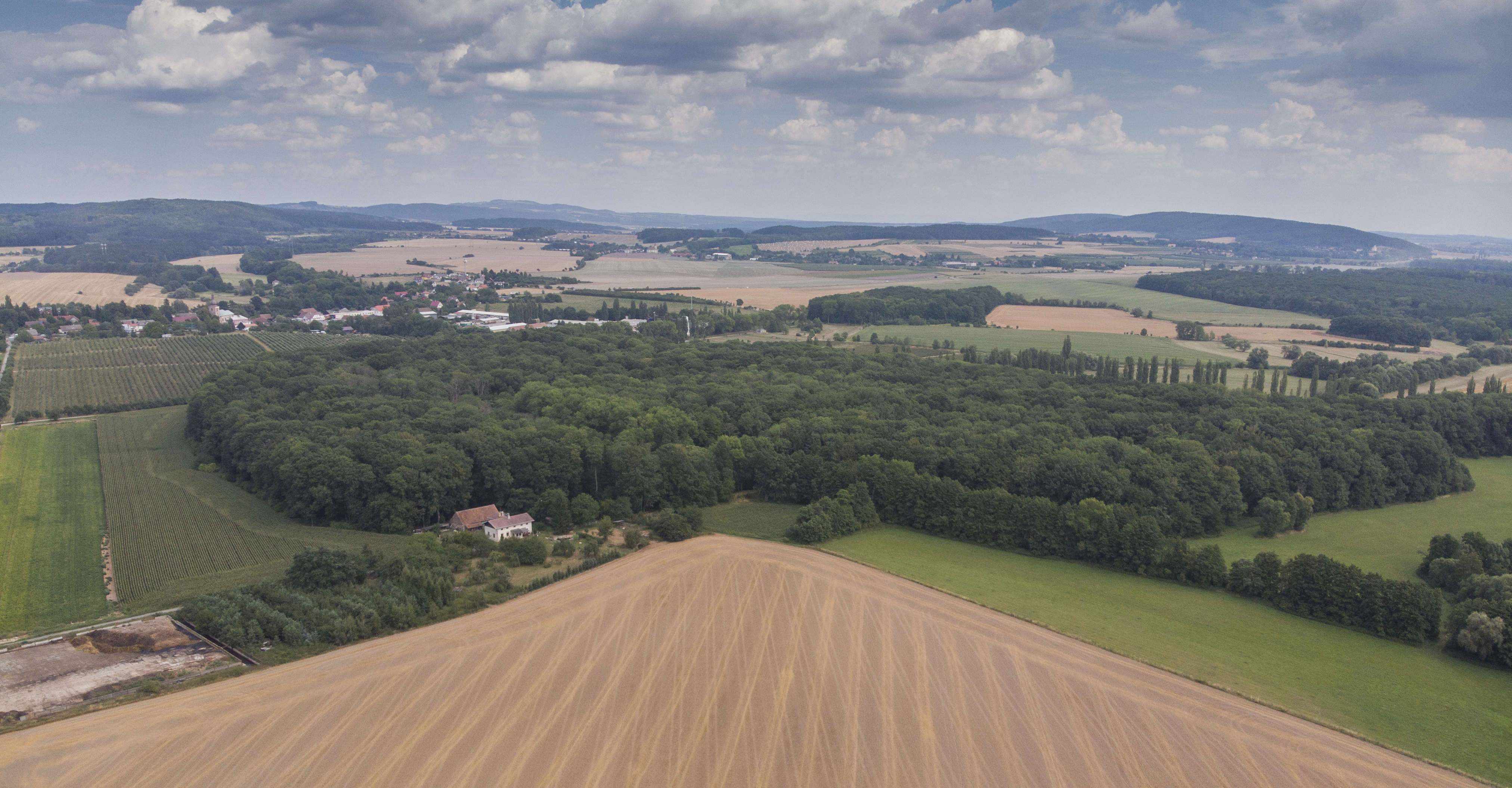
Letecký snímek bažantnice

Důvodem ochrany je zachování ekosystému starého lužního porostu s bohatou hájovou květenou a starými duby. Jde o zachovalý zbytek tvrdého luhu v území mezi Polabím a Podkrkonoším.